# نشر
نشر به تولید، توسعه و توزیع ادبیات، موسیقی یا هرگونه دانش و اطلاعات به روش تولید نسخه کاغذی کتاب، آلبوم یا هرگونه رسانه اطلاع‌رسانی وابسته به تکنولوژی‌های نوین گفته می‌شود. در بعضی از موارد ممکن است پدیدآورندگان خودشان ناشر اثر خود باشند؛ به این معنا که همان کسی که محتوا را ایجاد کرده است، رسانهٔ لازم برای پخش محتوا را نیز فراهم کند. همچنین، ناشر ممکن است به شخصی گفته شود که یک شرکت یا یک مؤسسه انتشاراتی دارد یا مجله‌ای را منتشر می‌کند.

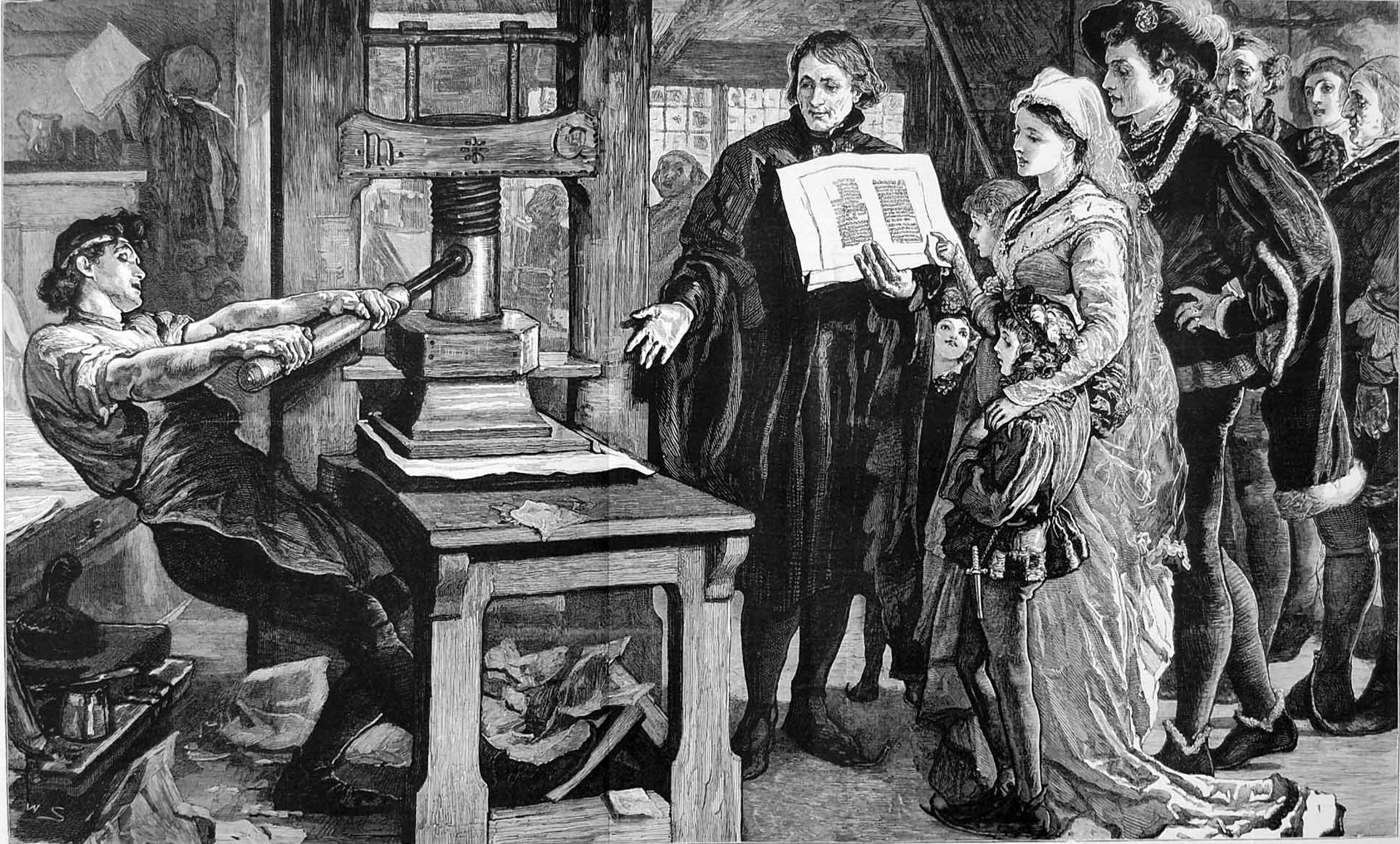
یک کارگرِ چاپخانه در حال کار با یک دستگاه چاپ لتر پرس گوتنبرگ در سدهٔ پانزدهم.

این اصطلاح از زمان گذشته به توزیع آثار چاپی مثل کتاب و روزنامه گفته می‌شد اما با بروز سیستم‌های اطلاعات دیجیتال و اینترنت، هدفِ نشر گسترده شده است و منابع الکترونیک مانند نسخه‌های الکترونیک کتاب‌ها و مجلات و همچنین ریزانتشار (میکروپابلیشینگ: Micropublishing)، وبگاه‌ها، وبلاگ‌ها، نشر بازی‌های ویدئویی، و مانند آن‌ها را دربرمی‌گیرد.
نشر شامل این مراحل است: پذیرش، ویرایش نسخه اولیه (به انگلیسی: copy editing)، تولید و چاپ (و نیز معادل‌های دیجیتالِ آن)، و بازاریابی و توزیع.

## فرایند نشر

### پذیرش و مذاکره
وقتی یک اثر مورد پذیرش قرار می‌گیرد، ویراستاران کمیسیون گیرنده بر سر خرید مالکیت فکری و مبلغ مالکیت مذاکره می‌کنند.
پدیدآورندگان مواد سنتی چاپی معمولاً حقوق مالکیت فکری خود را مطابق با قوانین کشور (های) متبوع که قرار است توزیع در آنجا انجام گیرد می‌فروشند. در مورد کتاب‌ها، ناشر و نویسنده بایستی بر سر فرمت نشر (رایج‌ترین فرمت‌های نشر عبارتند از: جلد نرم، جلد نرم تجاری و جلد گالینگور) به توافق برسند.

### مراحل پیش از تولید
اگرچه به مراحل جداگانه رسیدگی می‌شود ممکن است همزمان با هم انجام پذیرند؛ مثلاً ویرایش متن کتاب و طراحی جلد آن ممکن است همزمان با فروش و بازاریابی کتاب آغاز شود.

#### مرحله ویرایش
پس از اینکه تصمیم به چاپ گرفته شود و مشکلات حقوقی حل شود، از پدیدآورنده اثر خواسته می‌شود تا با بازنویسی و تغییرات جزئی کیفیت کارش را بهبود ببخشد و یک تیم شروع به ویرایش اثر می‌کنند.

#### مرحله طراحی
پس از اینکه بر سر متن نهایی توافق شد، نوبت به مرحله طراحی می‌رسد.

#### مرحله فروش و بازاریابی
مرحله فروش و بازاریابی شدیداً با فرایند ویراستاری گره خورده است. وقتی تصویرهای جلد کتاب آماده شد، یا فصل‌های کتاب مورد ویرایش قرار گرفتند، افراد فروشنده می‌توانند با مشتریان وارد صحبت شوند تا در آن‌ها ایجاد علاقه کنند. شرکت‌های نشر معمولاً صفحاتی از اطلاعات پیشرفته تولید می‌کنند و برای مشتریان یا ناشران خارجی ارسال می‌کنند تا فروش احتمالی را برآورد کنند. پس از آنکه میزان علاقه اولیه اندازه‌گیری شد، این اطلاعات بازخورد خود را در فرایند ویرایش نشان می‌دهد و می‌تواند در انتخاب چارچوب کتاب و استراتژی مورد استفاده برای فروش آن اثر بگذارد. به عنوان مثال اگر علاقه ناشران خارجی زیاد باشد، ممکن است بین ناشران همکار توافقنامه‌هایی منعقد شود تا هزینه‌های چاپ را با کمک هم تأمین کنند و هزینه تمام شده برای هر واحد کتاب کاهش یابد. برعکس اگر بازخورد اولیه قوی نباشد، چاپ کتاب ممکن است کاهش یابد یا بودجه‌ای برای بازاریابی آن صرف نمی‌شود یا بالکل از انتشار آن منصرف می‌شوند.

### چاپ
گام پس از ویرایش و طراحی کتاب، چاپ است. در این مرحله ابتدا یک نسخه اصلاح پیش از چاپ (Prepress proofing) تولید شده و برای بررسی نهایی به چاپخانه و برای امضا برای ناشر فرستاده می‌شود. نسخه اصلاح، کتاب رابه صورت دقیق نمایش می‌دهد و حالت چاپ شده آن را مشخص می‌کند، به گونه‌ای که ناشر را قادر می‌سازد تا اشتباهات احتمالی را بیابد و اصلاح نماید. بعضی از شرکت‌های چاپ به جای نسخه اصلاح چاپی، نسخه اصلاح الکترونیکی تولید می‌کنند. پس از آنکه نسخه اصلاح مورد تأیید واقع شد، فرایند چاپ (تولید فیزیکی اثر چاپی) آغاز می‌شود.
جدیداً یک فرایند چاپ به نام چاپ بنابر تقاضا ظهور یافته است. کتاب مثل حالت عادی نوشته، ویرایش و طراحی می‌شود اما ناشر تا زمانی که سفارش از مشتری دریافت نکند کتاب را چاپ نمی‌کند. با این روش هزینه انبارداری کاهش می‌یابد و احتمال چاپ به تعداد بیشتر از حد فروش را تقلیل می‌دهد.

### صحافی
در مورد کتاب‌ها صحافی فوراً پس از فرایند چاپ انجام می‌شود. صحافی شامل تا کردن صفحات چاپ شده، محکم کردن آن‌ها با هم، وصل کردن تخته یا جلد به آن‌ها و جلد کردن کل این‌ها با چرم یا مواد دیگر است.

### توزیع
آخرین مرحله نشر در دسترس عموم قرار دادن محصول است که معمولاً از طریق فروش صورت می‌گیرد. در سده‌های گذشته پدیدآورندگان خودشان اغلب وظایف ویرایش، چاپ و فروش را به عهده می‌گرفتند اما امروزه این‌ها جدا شده‌اند. وقتی کتاب، روزنامه یا هر نشریه دیگری چاپ شد ناشر کانال‌های مختلفی برای توزیع آن دارد. کتاب‌ها معمولاً از طریق کتابفروشی یا سایر خرده‌فروشان به فروش می‌رسند. روزنامه‌ها و مجله‌ها معمولاً توسط ناشر به صورت اشتراک و از طریق روزنامه‌پخش‌کن‌ها یا پست به دست مشترکان می‌رسد. گاهنامه‌ها نیز معمولاً توسط دکه‌ها یا دستگاه‌های خودکار فروش فروخته می‌شوند.

## نشر به عنوان کسب و کار
در ویرایش یازدهم دانشنامه بریتانیکا نشر را یک «کار کاملاً تجاری» تعریف کرده است که بیشتر هدفش کسب سود بوده است تا کیفیت ادبیات. نشر اساساً یک کسب و کار است که نیاز به هزینه‌های ساختن، تولید کردن، و توزیع کردن یک کتاب یا هر اثر دیگر دارد و هدفش افزایش درآمد ناشی از فروش کتاب نمی‌باشد. نشر امروزه یک کسب و کار بزرگ است و رید الزویر و پیرسون از غول‌های معروف جهان هستند.

## زیربخش‌های صنعت نشر

### نشر روزنامه
روزنامه نشریه‌ای است که به‌طور مرتب طرح‌ریزی می‌شود تا خبرهای جدید را عرضه کند، معمولاً روی یک نوع کاغذ ارزان به نام کاغذ روزنامه چاپ می‌شود. روزنامه‌ها در درجه اول به مشترکان فروخته می‌شود یا در دکه‌های مطبوعاتی یا تبلیغ در روزنامه‌های رایگان عرضه می‌شود. در ایالات متحده آمریکا یک سوم ناشران، ناشر روزنامه هستند.

### نشر فصلنامه
نشریه‌های دوره‌ای نشریه‌هایی هستندکه ویرایش جدیدشان به صورت مرتب منتشر می‌شود. روزنامه‌ها و مجله‌ها نشریه ادواری (گاهنامه مطبوعاتی) هستند اما در صنعت نشریات ادواری را شاخه‌ای جداگانه می‌دانند که شامل مجلات و ژورنال‌های دانشگاهی می‌شود.

### نشر کتاب
در ایالات متحده آمریکا، کمتر از یک ششم ناشران، ناشر کتاب هستند.

### نشر نیازمندی‌ها
نشر فهرست (دایرکتوری) (مثل نیازمندی‌ها) یک نوع تخصصی نشر بود که با ظهور اینترنت بسیاری از فهرست‌ها، آنلاین گردیدند.

### نشر دانشگاهی
ناشران دانشگاهی عمدتاً به نشر کتاب یا نشریات ادواری‌ای می‌پردازند که ویژه موضوعات دانشگاهی است. مالک بعضی از این انتشارات‌های دانشگاهی موسسات فرهنگی هستند. سایر آن‌ها نیز در متعلق به شرکت‌های تجاری هستند که بر روی زمینه‌های دانشگاهی تمرکز دارند.
با توسعه چاپ فشاری انقلابی به وجود آمد در عرصه ارتباطات و تبادل آخرین فرضیه‌های علمی و نتایج تحقیقات بین جامعه دانشگاهی و آنچه را که دانشمندان شخصاً انجام می‌دادند گسترش داد. اما این بهبود ارتباطات موجب شد چالشی برای کتابخانه‌ها به وجود بیاید که به ناچار بایستی وزن و حجم عظیمی از متون را در خود جای می‌دادند.

### نشر دیجیتال
رادیو، تلویزیون، سینما، سی‌دی‌ها (لوح‌های فشرده)، دی‌وی‌دی‌ها، سیستم‌های موسیقی، بازی‌ها، سخت‌افزارهای رایانه‌ای، ارتباطات تلفنی اطلاعات را به مخاطبان منتشر می‌کنند. به علاوه بازاریابی یک فیلم بزرگ، شامل داستان‌پردازی (Novelization) یک رمان گرافیک یا کمیک، آلبوم ساندترک، بازی، مدل، اسباب‌بازی، الخ می‌باشد.
بعضی از ناشران بزرگ تمام بخش‌هایشان را یک فرانشیز خاص بخشیده‌اند مثلاً بالانتین دل ری لوکابوکس (Ballantine Books) صاحب حق انحصاری جنگ ستارگان در ایالات متحده است؛ همین حق را در انگستان راندوم هاوس (Random House) دارا می‌باشد. صنعت بازی نیز از طریق انتشارات BL (Black Library) یا Wizards of the Coast برای خود دست به انتشار می‌زند. بی‌بی‌سی نیز برای خود بخش انتشارات دارد که مجموعه‌های بلندی مثل دکتر هو را منتشر کرده است. این آثار رسانه‌ای از طرف سایرین نیز بازاریابی می‌شوند و میزان فروش‌شان بالا می‌رود.

### نشر رسانه جایگزین
نویسندگانی که در یک زمینه تخصصی یا برای گروه کوچکی از مخاطبان مطلب می‌نویسند ممکن است به جای بازار گسترده به دنبال رسانه‌های جایگزین بگردند مثل چاپ کوچک (Small press) یا خود تألیفی.
نشر کتاب‌های نفیس
نشر کتاب‌های نفیس، یکی از شاخه‌های خاص و هنری صنعت نشر است که هدف آن، تولید آثاری با کیفیت بالا، طراحی منحصربه‌فرد و ارزش ماندگار فرهنگی و بصری است. برخلاف نشر عمومی که بر تیراژ بالا و توزیع گسترده تمرکز دارد، در نشر نفیس اولویت با کیفیت، ظرافت، و زیبایی است؛ گاه حتی در تیراژ محدود و کاملاً اختصاصی
در این نوع نشر، انتخاب اثر معمولاً با دقت و بر اساس اهمیت فرهنگی، ادبی، تاریخی یا مذهبی آن صورت می‌گیرد. آثاری همچون دیوان شاعران کلاسیک فارسی، نسخ خطی کهن، متون مقدس، یا آثار نایاب از بزرگان ادب، فلسفه و عرفان، بیشترین سهم را در این حوزه دارند
فرایند نشر کتاب نفیس از همان ابتدا با نگاه هنری آغاز می‌شود. طراحی جلد و صفحات، نوع کاغذ، نوع چاپ، و حتی نوع صحافی، همه با وسواس خاصی انتخاب می‌شوند. چاپ این آثار معمولاً با استفاده از دستگاه‌های پیشرفته افست یا روش‌های سنتی چاپ دستی انجام می‌شود و گاه برای بخش‌هایی از کتاب، چاپ طلاکوب، نقره‌کوب یا برجسته استفاده می‌شود
ناشران کتاب‌های نفیس اغلب همکاری نزدیکی با هنرمندان، خوشنویسان، تصویرگران سنتی و طراحان کتاب دارند تا نتیجه نهایی چیزی فراتر از یک کتاب معمولی باشد؛ بلکه یک اثر هنری و فرهنگی تمام‌عیار خلق شود. در بسیاری از موارد، کتاب‌های نفیس در جعبه‌های ویژه، قاب‌های چرمی یا جعبه‌هایی با طراحی خاص عرضه می‌شوند که خود جزئی از تجربه هنری اثر به‌شمار می‌آیند
نشر کتاب نفیس، تنها یک فعالیت اقتصادی نیست، بلکه نوعی نگاه فرهنگی بلندمدت است. این کتاب‌ها به‌عنوان هدیه‌های رسمی، آثار کلکسیونی، یادگارهای ماندگار خانوادگی یا نمادهای فرهنگی مورد توجه قرار می‌گیرند. در برخی موارد نیز به‌عنوان محصول صادراتی فرهنگی به کشورهای دیگر ارائه می‌شوند
در ایران، نشر کتاب‌های نفیس در دهه‌های اخیر با رشد قابل توجهی روبه‌رو بوده و برخی ناشران تخصصی توانسته‌اند با بهره‌گیری از میراث هنرهای سنتی همچون تذهیب، نگارگری، خطاطی و صحافی دستی، مجموعه‌هایی منحصربه‌فرد تولید کنند که هم از نظر محتوا ارزشمندند و هم از نظر هنری
با گسترش فناوری، اکنون امکان ترکیب روش‌های سنتی با ابزارهای مدرن فراهم شده است؛ از طراحی دیجیتال برای صفحات و جلد گرفته تا چاپ با کیفیت فوق‌العاده بالا. اما همچنان جوهره نشر نفیس، حفظ اصالت، اصالت فرهنگی و پرداختن به زیبایی‌گرایی در کتاب است

### وضعیت نشر در ایران
1. ایران از معدود کشورهایی است که تا به امروز عضو کنوانسیون برن برای حمایت از آثار ادبی و هنری نشده است. دلیل این امر عدم عضویت ایران در سازمان تجارت جهانی (WTO) است.
2. شمارگان کتاب در ایران با همهٔ دیرینگی تمدنی و جمعیت هشتاد میلیون نفری به صورت میانگین از هزار نسخه برای هر عنوان کتاب کمتر است. «روزنامه دنیای اقتصاد». دریافت‌شده در ۲ مهٔ ۲۰۲۰.
3. شمار ناشران با تعداد کتاب فروشی‌ها در توازن نیست. (۸۰۰۰ ناشر داریم و کمتر از ۲۰۰۰ کتاب فروشی)«خبرگزاری مهر». دریافت‌شده در ۲ مهٔ ۲۰۲۰.
4. نهادهای صنفی نشر همچون انجمن ناشران در ایران توان‌مند نیستند.
5. ناشران به کمک‌های یارانه‌ای دولتی وابسته‌اند.
6. یارانهٔ دولتی به رانت منجر شده است و این رانت خود محصول اقتصاد ناسالم است.
7. وضعیت پخش کتاب در ایران نابه‌سامان است.
8. کمتر پژوهشی در مورد چگونگی رویکرد جامعهٔ ایرانی به کتاب انجام شده است. و به‌طور کلی وضعیت دیروز و امروز نشر ایران نقد و بررسی نشده است.
9. بررسی پیش از انتشار و ممیزی دولت نیز بر مشکلات افزوده است. «خبرگزاری ایرنا». دریافت‌شده در ۲ مهٔ ۲۰۲۰. کنترل و فشار حاکمیت بر حوزه فرهنگ و ادبیات و همچنین نشر آثار مکتوب، بسیار بیشتر از آن است که اجازه دهد صنعت نشر ایران به مکانیسمهای طبیعی «عرضه و تقاضا» دست یابد.
10. نشر در ایران هنوز حرفه‌ای سنتی است و هنوز از نشر سنتی به نشر علمی و حرفه‌ای گذر نکرده‌ایم، به عنوان مثال بازار نشر در ایران از روش‌های تحلیل بازار بر مبنای داده‌های علمی و آماری، شیوه‌های مخاطب‌پژوهی و مخاطب‌سنجی و … بهره‌ای نمی‌برد.

بی‌گمان سیاست‌های کلان فرهنگی، اقتصادی و سیاسی دولت در این نابسامانی‌ها بسیار اثر گذارند.